# Szív

Az emberi szív felépítése a fő verő- és visszerekkel. A nyilak a véráram irányát jelzik

A szív (latinul cor, gen. cordis) a keringési rendszer központi szerve, egy üreges, izmos falú tömlő, amely ritmikus összehúzódásokkal pumpálja a vért a gerincesek vérkeringésében. A szívvel kapcsolatos szakkifejezésekben a görög eredetű kardia- (καρδιά) szót használják.
A gerincesek szíve szívizomból áll, amely a simaizmokhoz hasonlóan akaratunktól függetlenül működik, ám azoktól eltérően gyors és erőteljes összehúzódásokra képes és csak ebben a szervben található meg. Egy átlagos, percenként 72-szer összehúzódó emberi szív megközelítőleg 2,5 milliárdszor húzódik össze egy átlagos élettartam alatt. A nők szíve átlagosan 250–300 g, a férfiaké 300–350 g.
A keringési rendszerrel rendelkező gerinctelenekben a szív egy tömlő ill. egy cső, mely vizet és tápanyagokat (fehérjét, zsírokat és cukrot) tartalmazó folyadékot pumpál. Rovarok esetén a szerv neve szívcső, és „vérük” jellemzően nem szállít légzési gázokat.

## Az emberi szív

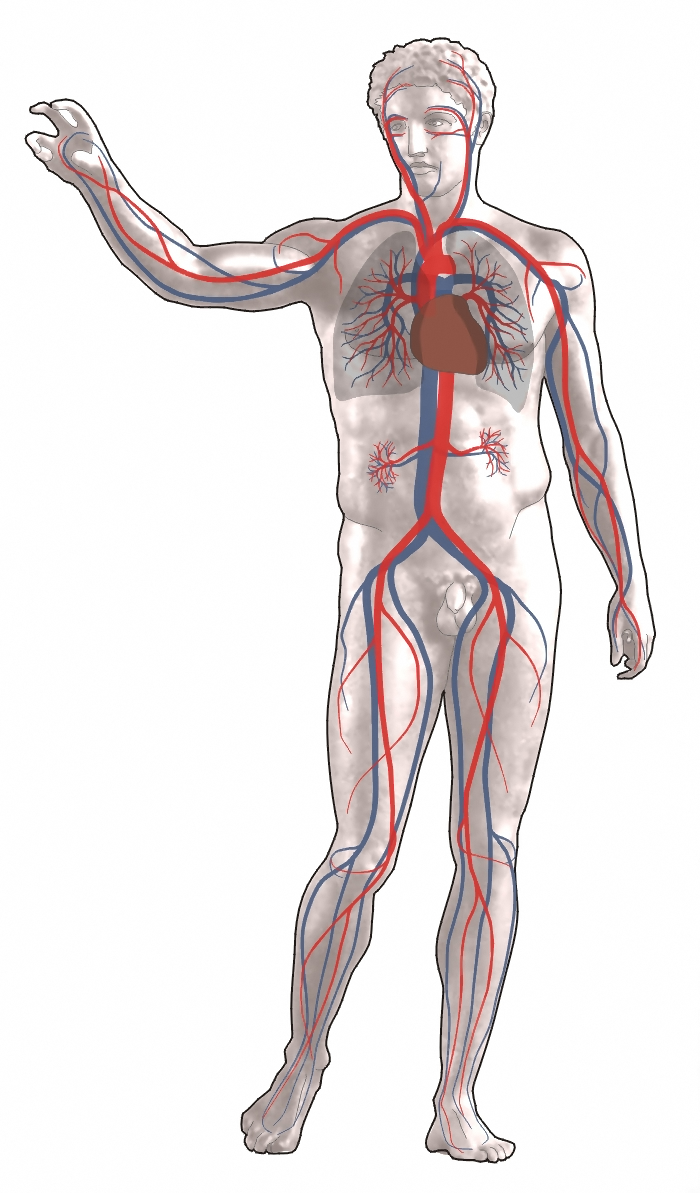
Vérkeringés:Vörös= oxigéndús vér; Kék= oxigénszegény vér

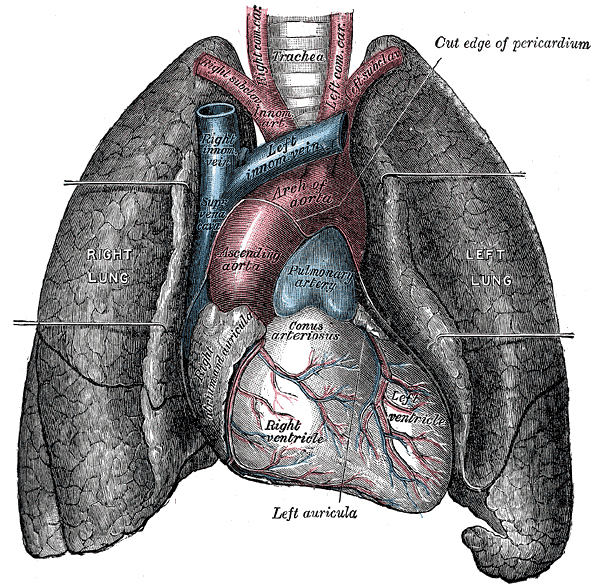
A szív és a tüdő

A szív  a keringés központi szerve, ritmusos összehúzódásaival biztosítja a nagy- és kis vérkörben az állandó véráramlást és egyéb tényezőkkel együtt az ehhez szükséges vérnyomást, billentyűrendszere gondoskodik a véráramlás egyenirányításáról, saját szabályozómechanizmusai, valamint idegi és hormonális hatások közbeiktatásával alkalmazkodni tud a változó megterhelésekhez.

## Méretei
A szív nagysága a testtömeggel megközelítőleg arányos. (Átlagosan 4 gramm/testsúlykilogramm). Így a szív tömege átlagos férfiban 300 gramm, (nőben valamivel kevesebb). A szív átlagos átmérői: hosszúsága 150 mm, haránt átmérője 110 mm, sagittalis átmérője 90 mm, körfogata a pitvar-kamrai határon 260 mm. (Laennec szerint a szív mérete az egyén öklével azonos, de ez csak nagyon felületes megközelítése a tényleges viszonyoknak.)

## Helyzete
A szív a mellkasban a szegycsont (sternum) mögött, a gátor (mediastinum) elülső alsó részében a mellkas középvonalától kissé balra, saját savós üregén, a szívburkon belül helyezkedik el (megközelítőleg 2/3:1/3 arányban). Felső, tömegesebb része a szívbázis (basis cordis), alsó, elkeskenyedett vége a szívcsúcs (apex cordis). A szív képzeletbeli tengelye a jobb lapocka tövisének közepén és a szívcsúcslökés helyén halad át. Ezek alapján megközelítőleg meghatározható a szív helyzete is. A szív háti vetülete az ötös és nyolcas háti csigolyákra (thoracic vertebrae, Th5-Th8) vetül.  Egyes ritka esetekben a szív a jobb oldalon is elhelyezkedhet, ami általában nem jár elváltozásokkal vagy funkciózavarral (ezt situs inversusnak nevezik). Jobbról és balról a két tüdőlebeny veszi körül, alul a rekeszizmon (diaphragma) fekszik. Hátul a bal pitvar a nyelőcsővel, elülső felszínének kis része és a bal kamra alkotta szívcsúcs a szívburkon keresztül az elülső mellkasfallal érintkezik.

## Mellkasfali vetülete
A szív elülső mellkasfalra eső vetületének négy kiemelt pontja van:
- a szívcsúcs (apex cordis), a bal 5. bordaközben, kb. 9 cm-re a szegycsont közepétől helyezkedik el;
- a vena cava superior beömlése, amely a jobb 3. bordaporc szegycsonti végénél található;
- a koszorúbarázda sulcus coronarius (a pitvarokat a kamráktól elválasztó külső barázda) bal felső végpontja, a bal 3. bordaporc szegycsonti végétől 3 cm-re;
- a koszorúbarázda sulcus coronarius jobb alsó végpontja, a jobb 6. bordaporc szegycsonti végétől 2 cm-re

(Ezeket a pontokat enyhén domború vonalakkal összekötve megkapjuk a szív elülső mellkasfali vetületét).

## A szívburok
A szív a szívburokba (pericardiumzsákba) van zárva és nagyrészt a tüdő veszi körül. A pericardium egy savós hártya; két lemezből áll, melyek a szívből eredő artériáknál, illetve a szívbe ömlő vénáknál áthajlanak egymásba. A tulajdonképpeni zsák, amelyben a szív helyet foglal nem más, mint a fali lemez (lamina parietalis pericardii), míg a belső, zsigeri lemez (lamina visceralis pericardii) a szívhez simul annak legkülső rétegét, az epicardiumot képezve. A két lemez közti teret (cavum pericardii) néhány cseppnyi, síkosító hatású perikardiális folyadék tölti ki.

## Felépítés

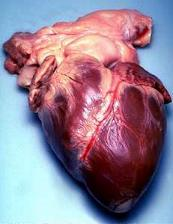
Felnőtt ember szíve, tömege 250–350 gramm a zsírszövettel együtt

Szív működés közben (mágneses rezonancia tomográf)

Szív működés közben (ultrahang felvétel)

A szív felépítését tekintve egy izmos falú, összetett üregrendszerű tömlő. Három rétegből áll, kívülről savós hártya, az epicardium veszi körül. Ez alatt némi zsírszövet található (szívburkon belüli vagy subepicardialis zsír), elsősorban a szíven futó külső barázdákban, mely extrémen elhízott egyénekben jelentősen megvastagodhat és betörhet az alatta található izomrostok alá is, gyengítve ezzel a szív falát. A zsír alatt találjuk a középső réteget, a szívizomzatot (myocardiumot). Ezt speciális izomszövet, a szívizom alkotja. Magában a myocardiumban található rostok lefutása is hármas rétegződést mutat, ez azonban csak a vastagabb izomzatú kamrákra jellemző. A szív legbelső, üregeit borító rétege a szívbelhártya endocardium. Ez tulajdonképpen az erek belső borításához hasonló, legbelül endothel béleli, ami alatt kötőszövet található.
Egészséges felnőttek szíve kb. 250–350 grammot nyom, de kóros állapotokban (például extrém szívmegnagyobbodásban – a cor bovinum, a. m. „marhaszív”) elérheti az 1 kg-ot is.

### A szív üregei
A szív két pitvarból (atrium) és két kamrából (ventriculus) áll. A pitvarok szolgálnak a szívbe bejövő gyűjtőerekből vagy vénákból érkező vér fogadására és továbbítására a kamrák felé. A kamrák szerepe  a vér kipumpálása a szívből kilépő osztóerekbe vagy artériákba. A pitvarok és a kamrák izomzatát a szív rostos váza (anulus fibrosus) választja el, míg a két pitvart a köztük levő sövény (septum interatriale), amely a kamrák között is megtalálható (septum interventriculare). A sövény a pitvarok között vékony, a kamrák között izmos. A pitvarok és a kamrák közti szájadékokban vitorlás (cuspidalis) szívbillentyűk helyezkednek el, amelyek meggátolják a vér visszafele történő áramlását. Ehhez hasonlóan billentyűk vannak a kamrákból kilépő nagyerek eredésénél is, ezek az ún. félhold alakú (semilunaris) billentyűk.

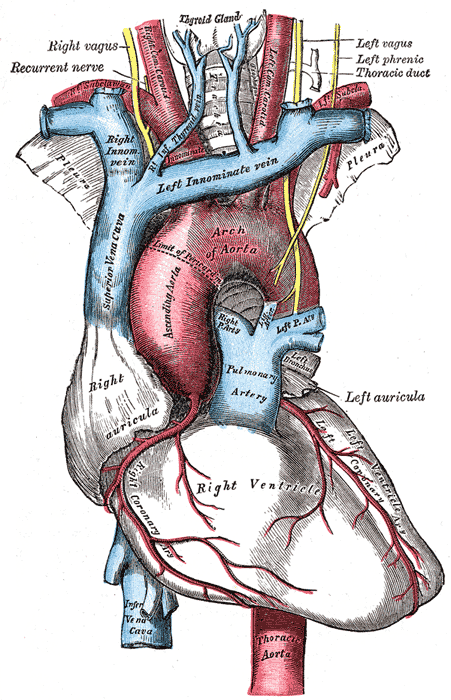
A szív és a nagyerek, valamint a szív saját erei elölnézetben

#### Jobb pitvar
A jobb pitvar (atrium dextrum) két különböző részből áll, melyek fejlődéstani eredete eltérő.
A hátrébb eső, sima felszínű rész a sinus venarum cavarum, amelybe felülről a vena cava superior, alulról a vena cava inferior nyílik. Utóbbitól balra a szív vénás vérét elvezető sinus coronarius ömlik be a jobb pitvarba, melynek nyílásánál egy kisebb billentyű (valvula sinus coronarii vagy Thebesius-féle billentyű) található. A vena cava inferior is rendelkezik billentyűvel (valvula venae cavae inferioris vagy Eustach-féle billentyű).
A másik rész elődomborodik, voltaképpen ez adja a pitvar igazi üregét, valamint a jobb fülcsét (auricula dextra). Egyenetlen felszínű, kívülről egy határbarázda (sulcus terminalis), míg belülről egy izmos beboltosulás (crista terminalis) választja el a sinus venarum cavarumtól. A crista terminalisról merőlegesen kis izomnyalábok erednek, ezek a fésűizmok (musculi pectinati).
A pitvarok közti sövény jobb pitvarba néző felszínén egy hártyaszerű, vékony falú, bemélyedt ovális terület látható (fossa ovalis). A magzati élet során itt nyitva van a pitvarokat elválasztó sövény (foramen ovale, septum primum et secundum) – a vér így a jobb pitvarból közvetlenül a balba jut – ám ez a születés után záródik és összenő (bővebben: Magzati keringés). Az összenövés gyakran elmarad, ám ennek egészen addig nincs jelentősége, amíg a bal pitvarban nagyobb a nyomás.
A jobb pitvar és a jobb kamra közti szájadékban (ostium atrioventriculare dextrum) található a háromhegyű, vitorlás jellegű billentyű (valva tricuspidalis), mely megakadályozza a kamrai szisztolé alatt a vér visszaáramlását a pitvarba.

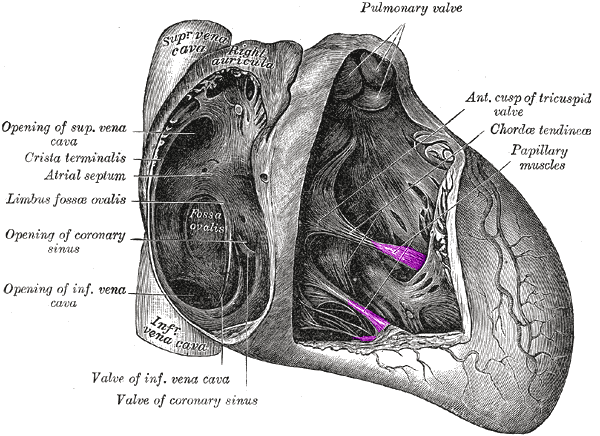
Jobb pitvar és jobb kamra. Szemölcsizmok (jelölve), ínhúrok, vitorlás billentyűk.

#### Jobb kamra
A jobb kamra (ventriculus dexter) egy vékony falú (kb. 3–4 mm vastag), falvastagsága harmada a bal kamráénak, nagyjából V alakú üreg. A jobb pitvar felé eső nyílásban helyezkedik el a háromhegyű vitorlás a (tricuspidális) billentyű, melynek vitorláit vékony szálak (chordae tendinae) rögzítik a kamra falához és a sövény és az elülső fal szögletéből eredő egyetlen nagyobb szemölcsizomhoz (papilláris izomhoz). A kamra falán jól látható izomnyalábok futnak végig (trabeculae carneae). A jobb kamra elülső szárából az üreg fokozatos szűkülésével ered a fő tüdőverőér (truncus pulmonalis), ami kívülről kúp alakot kölcsönöz a kamra elülső részének (conus arteriosus) (A kamra ürege felől nézve tölcsér alakú (infundibulum). A tüdőverőér eredésénél foglal helyet a zsebes típusú tüdőverőéri billentyű (valva trunci pulmonalis).

#### Bal pitvar

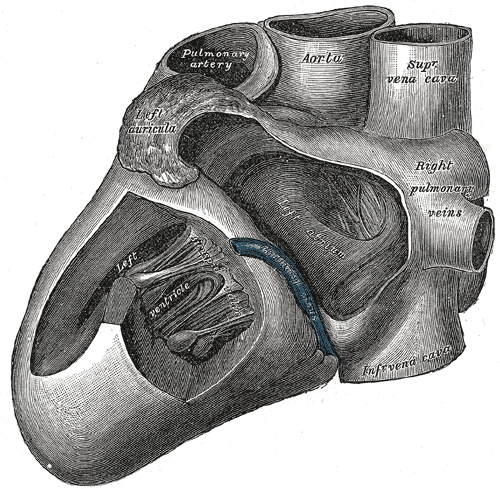
A bal pitvar és a bal kamra

A bal pitvar (atrium sinistrum) hátul, a truncus pulmonalis mögött foglal helyet, szemből csupán a bal fülcse (auricula sinistra) látszik belőle. A hátsó felszíne a nyelőcsővel (oesphagus) érintkezik. Belül sima, a jobb oldalán a két jobb tüdővéna (venae pulmonales dextrae), míg bal oldalán a két bal (venae pulmonales sinistrae) ömlik bele. A bal kamrával a bal vénás szájadékon (ostium atrioventriculare sinistrum) keresztül közlekedik. Itt található a kéthegyű vitorlás (bicuspidalis) vagy mitrális billentyű (valva bicuspidalis seu mitralis).

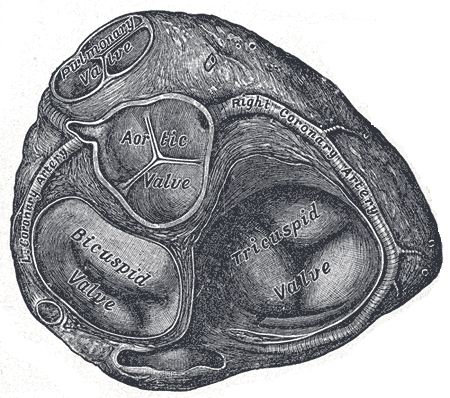
A szív rostos váza és a szájadékok

#### Bal kamra
A bal kamra (ventriculus sinister) egy tojás alakú izomtömlő, mely a kamraközti sövényen keresztül (mely tulajdonképpen a bal kamra falának része) bedomborodik a jobb kamrába, jellegzetes félhold alakot kölcsönözve neki. Fala jóval vastagabb a jobb kamráénál (kb. 10–12 mm) és belső felszíne egyenetlen a falon futó vaskos izomgerendáknak (trabeculae carneae) köszönhetően. Üregébe beemelkedik a kéthegyű billentyűt ínhúrokkal (chordae tendineae) rögzítő két nagy (elülső és hátsó) szemölcsizom (musculi papillares). Mindkét szemölcsizom a kéthegyű billentyű mindkét vitorlájához küld ínhúrokat. A bal kamrából indul az aorta, melynek eredésénél (zsebes típusú) billentyű (valva aortae) gondoskodik arról, hogy a vér ne áramolhasson vissza az elernyedés (diastole) alatt. A pitvarkamrai és az aorta szájadékát csak a kéthegyű billentyű elülső, nagyobb vitorlája választja el egymástól.

### A kamrák közti sövény
A kamrák között található sövény (septum interventriculare) zömét a bal kamra izmos fala alkotja, csupán a felső részén hártyás (pars membranacea), aminek fejlődéstani okai vannak.

## Vérellátása

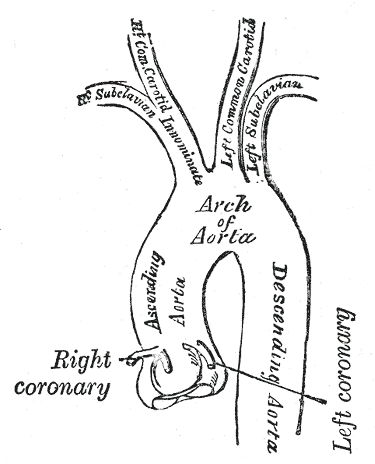
Az aorta ascendens és az arcus aortae sémás rajza, a koszorúerek eredésének és az aortaív ágainak feltüntetésével

A szívet az aorta billentyű elülső jobb és bal tasakjai felett eredő koszorús artériák (arteria coronaria dextra et sinistra) látják el oxigéndús vérrel. Vénás vérét a sinus coronarius vezeti el a jobb pitvarba. A szívizomzat oxigén és tápanyagellátása életbevágóan fontos, mivel a szív az élet során folyamatosan működik és energiaigényét csak oxigén jelenlétében képes megfelelően kielégíteni (aerob anyagcserét folytat). A szív vénás vérének oxigéntelítettsége (szaturáció) mindössze 25%-os, az oxigén parciális nyomása pedig 20 Hgmm körüli. Ez nagyon magas oxigénkihasználást jelent, a szív gyakorlatilag nyugalomban is az oxigénhiány (hypoxia) határán dolgozik. Amennyiben az oxigénigénye megnő, azt csak a vérátáramlás hatékony emelésével képes fedezni, ezért a szívet ellátó koszorús erek épsége rendkívül fontos. A koszorús erek lefutása egyéni variációkat mutat.
Nyirokelvezetése: a szív nyirkát két nagyobb nyirokér gyűjti össze, amelyek a szívburok alatt, a koszorús erek elágazódásának megfelelően, de ellentétes irányban haladnak. A bal oldali a légcső kettéágazódásánál lévő nyirokcsomókba, míg a jobb oldali az aortán lévő nyirokcsomókba vezet.

### A jobb koronária ágai és ellátási területe

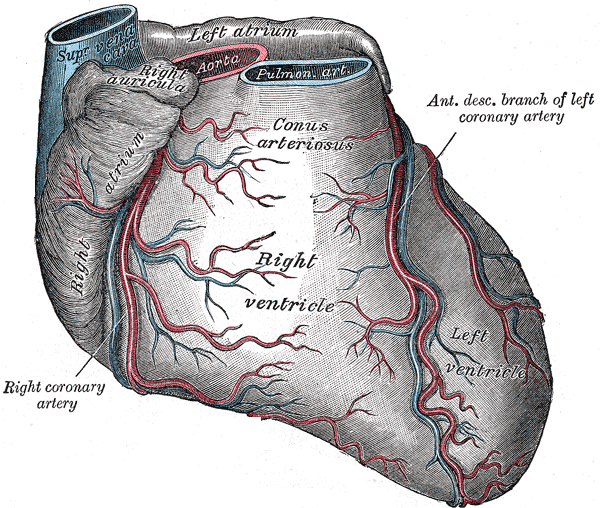
A szív erei (elölnézet)

A jobb koszorúér (a. coronaria dextra) jobb oldalon ered, majd a kamrákat a pitvaroktól elválasztó barázdában (sulcus coronarius) kerüli meg a szív jobb oldali részét és fut hátra, a két kamra közti hátulsó vájulathoz (sulcus interventricularis posterior), melyben a leszálló ága (ramus interventricularis posterior) fut.
Fő ellátási területe a jobb kamra, jobb pitvar (és azon belül a szinuszcsomó), az atrioventricularis-csomó (AV-csomó), illetve a hátulsó leszálló ága ellátja a kamraközi sövény hátsó-felső harmadát.

### A bal koronária ágai és ellátási területe
A bal koronária (a. coronaria sinistra) rögtön az eredése után kettéoszlik, elülső ága (ramus interventricularis anterior, vagy LAD: left anterior descending artery) a kamrák közti elülső sövényben (sulcus interventricularis anterior) halad lefelé a szívcsúcs melletti bevágáshoz, mely a kamrák közti határt jelzi. (A szívcsúcsot a bal kamra alkotja.) A másik ág (ramus circumflexus) a sulcus coronariusban megkerüli a szív bal oldalát, majd egy újabb ágat ad (a. marginalis sinistra), mely a bal kamra vérellátásában vesz részt. A bal koronária legnagyobb jelentőségű ága az elülső leszálló (LAD), ami az elülső kamrafalat valamint a kamrai sövény elülső-alsó kétharmadát látja el.

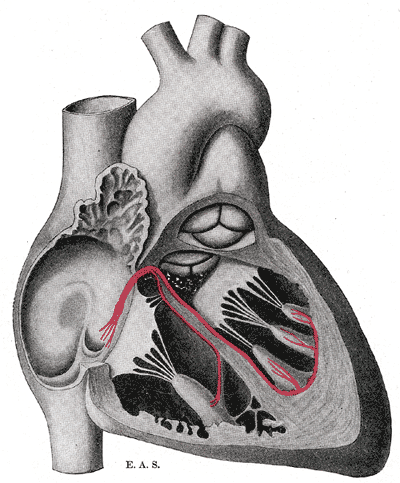
Pitvar-kamrai (Aschoff-Tavara) csomó és a belőle kiinduló ingervezető rostrendszer

## Ingerületképző és ingervezető rendszere – Nodális szövet
A szív beidegzés nélkül, autonóm módon is képes működni, mert maga képes termelni a működéséhez szükséges ingerületeket. Ezzel a tulajdonsággal a szív munkaizomzata is rendelkezik, de ennek frekvenciája alacsony, és csak kóros esetekben játszik szerepet. Vannak a szívizomzatnak olyan alacsonyabb differenciáltságú részei, amelyek nagyobb frekvenciát produkálnak, így normálisan ezek szerepe az uralkodó. Ilyen a jobb pitvar falában, a felső nagy véna beömlésénél (a crista terminalis állományában) található szinuszcsomó (SA-csomó, nodus sinuatrialis, Keith-Flack féle csomó), amely a legmagasabb frekvenciával működik, így elnyomja az alacsonyabb frekvenciájú részeket. A szinuszcsomó ingerülete ráterjed a pitvarokra, és azok összehúzódásához vezet. A jobb pitvar alsó részén található a pitvar-kamrai csomó, (AV-csomó, nodus atrioventricularis, Aschoff-Tavara-csomó), amelyre a pitvarok munkaizomzatának ingerülete ráterjed, ebből egy köteg (fasciculus atrioventricularis, His-köteg) indul ki, amely áthalad a szív rostos vázának nyílásán és a kamrasövényhez fut. A kamrasövény izmos részének felső szélénél jobb és bal szárakra (Tavara-szárak) válik, amelyek a sövény megfelelő kamra oldali részén lefelé futnak, majd kisebb rostokra (Purkinje-rostok) ágazódva visszahajlanak a kamrák belső felszíne alatt. Ez az elrendeződés biztosítja azt, hogy a szív különböző részei összehangoltan és megfelelő sorrendben húzódjanak össze.

## A szív mint jelkép

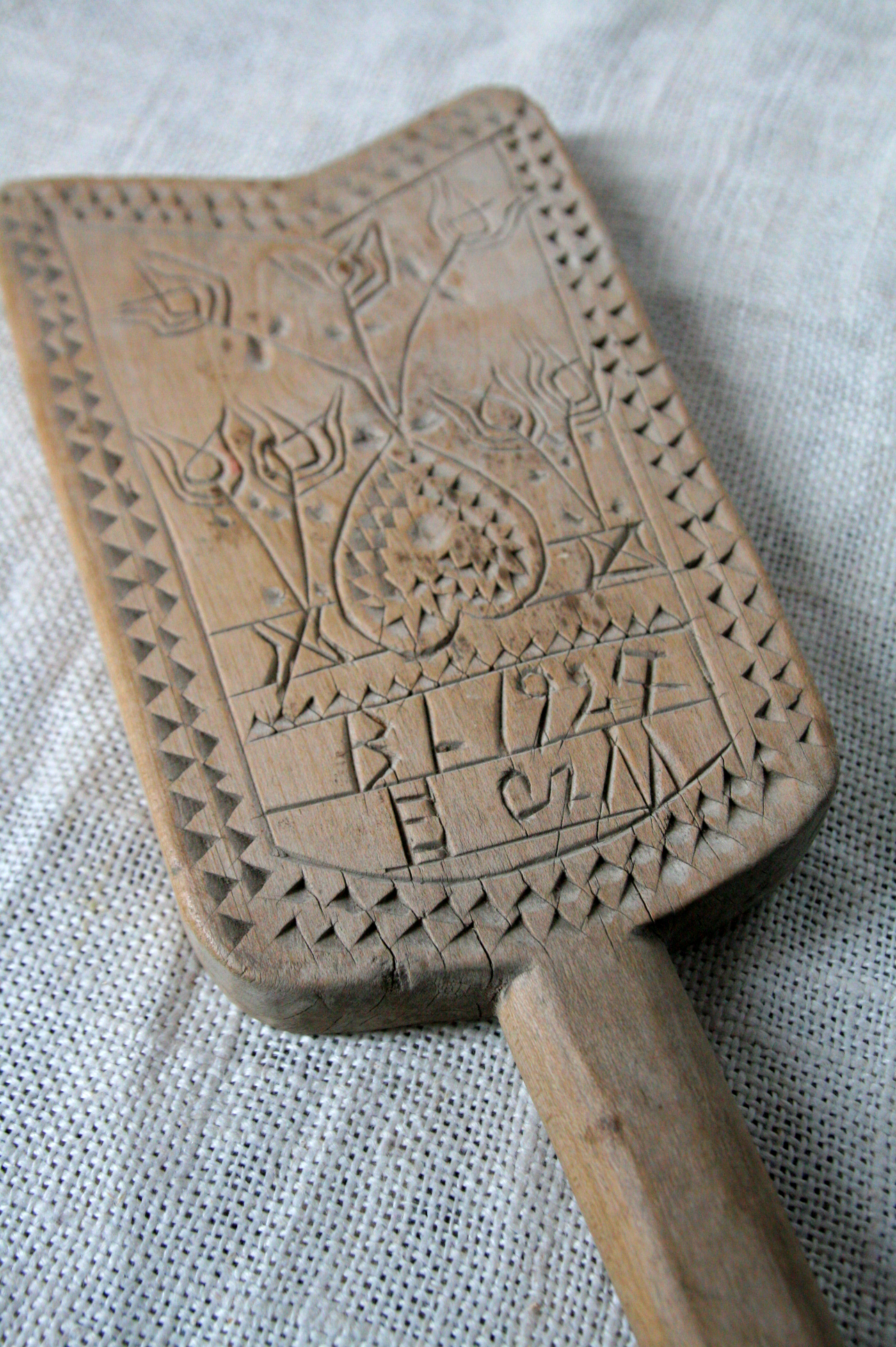
Szerelmi ajándéknak faragott sulykoló közepén szív ábrázolásával

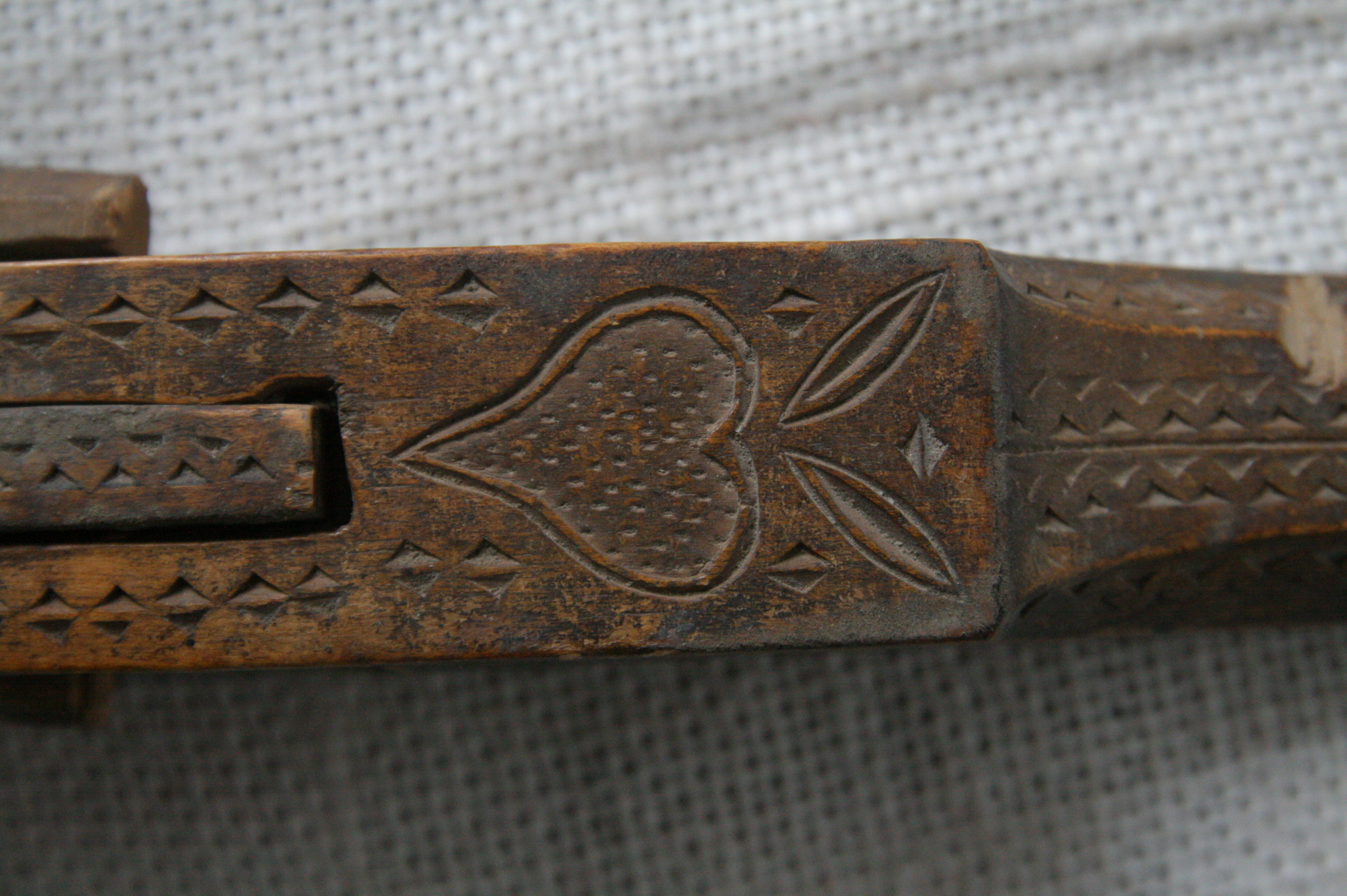
Régi vászonfeszítő (porong) Székelyföldről

A szív régóta az érzelmekhez, a szeretethez, szerelemhez kapcsolódó jelkép. Stilizált ábrázolási formája világszerte közismert jele a szerelemnek. Ez a képzet abból a hitből fakad, hogy az agy a racionális gondolkodást irányítja, és ennek kiegészítőjeként a szív az érzelmeket befolyásolja. Azt mondjuk, „hallgatunk a szívünkre”, amikor hagyjuk, hogy inkább az érzelmeink befolyásolják cselekedetünket. Ugyanakkor a szerelem általában „szívből jön”.
Az irodalomban gyakran emlegetik, a népművészetben gyakran ábrázolják.